# Argyle (Wisconsin)
Argyle es una villa ubicada en el condado de Lafayette en el estado estadounidense de Wisconsin. En el Censo de 2010 tenía una población de 857 habitantes y una densidad poblacional de 530,27 personas por km².

## Geografía
Argyle se encuentra ubicada en las coordenadas 42°42′5″N 89°51′57″O / 42.70139, -89.86583. Según la Oficina del Censo de los Estados Unidos, Argyle tiene una superficie total de 1.62 km², de la cual 1.62 km² corresponden a tierra firme y (0%) 0 km² es agua.

## Demografía
Según el censo de 2010, había 857 personas residiendo en Argyle. La densidad de población era de 530,27 hab./km². De los 857 habitantes, Argyle estaba compuesto por el 99.07% blancos, el 0.12% eran afroamericanos, el 0.35% eran amerindios, el 0% eran asiáticos, el 0% eran isleños del Pacífico, el 0.12% eran de otras razas y el 0.35% pertenecían a dos o más razas. Del total de la población el 1.98% eran hispanos o latinos de cualquier raza.